# Bercial de Zapardiel
Bercial de Zapardiel es un municipio y localidad española de la provincia de Ávila, en la comunidad autónoma de Castilla y León. El término municipal tiene una población de 173 habitantes (INE 2024).

## Geografía
Bercial de Zapardiel ("sitio poblado de Berceos"), pertenece al partido judicial de Arévalo, provincia de Ávila, Comarca de la Moraña, situado a la ribera del río Zapardiel. Limita el término al norte con Madrigal de las Altas Torres, al este con Barromán, al sur con Cabezas del Pozo y al oeste con Mamblas.
Las zonas verdes son el parque de las Adoberas, el parque del Pozo Bueno y fuente los Segadores, el parque del Salón Polivalente y la Alameda (situada al lado del depósito), lugar de recreo en el que se pueden celebrar parrillas ya sean al aire libre o en el interior.

## Historia
Hacia mediados del siglo XIX, el lugar tenía contabilizada una población de 298 habitantes. Aparece descrito en el cuarto volumen del Diccionario geográfico-estadístico-histórico de España y sus posesiones de Ultramar de Pascual Madoz de la siguiente manera:

BERCIAL DE ZAPARDIEL: l. con ayunt. en la prov., y dióc. de Avila (9 leg.). part. jud. de Arévalo (4), aud. terr. de Madrid (24), c. g. de Castilla la Vieja (Valladolid 13): sit. en un bajo pantanoso le baten todos los aires y se padecen intermitentes y reumas: tiene 80 casas de un solo piso, escepto la del curato, concejo, cárcel, escuela á la que asisten 40 niños de ambos sexos, un pozo muy grande y de buenas aguas para el surtido de los vec., igl. parr. dedicada á la Asuncion de Ntra. Sra., de curato perpetuo en concurso general, y en los afueras el cementerio que no perjudica á la salud, y los restos de algunos torreones y fortines de bastante antigüedad; confina el térm. por N. con Madrigal; E. Barroman; S. Cabezas del Pozo; O. Mamblas, á dist. de 1/2 leg. próximamente por todos los puntos, y comprende 2,860 fan. de tierra, cultivadas casi todas en cereales; hay ademas un prado de regadio, algunos pastos y poco viñedo; se encuentra el desp. Parazuelo y le baña el r. Zapardiel que pasa á las inmediaciones del pueblo; al N. del mismo sale un torrente; procedente del r. que llaman Calbache y riega el prado próximo. El terreno es llano en lo general: los caminos locales y en mal estado en tiempos de lluvias; pasa por el pueblo la calzada de Arévalo á Salamanca. El correo se recibe en Madrigal por baligero. prod.: trigo, cebada, garbanzos, algarrobas y centeno; se mantiene algun ganado lanar negro, el vacuno y mular necesario para las labores, y se cria caza menor, y algunos peces pequeños en el r. pobl.: 80 vec. 298 alm. cap. prod.: 1.184,975 rs. imp.: 46,972; prod. representativo de la riqueza ind. y fabril 3,950. contr. 10,895 rs. 
18 maravedises.
(Madoz, 1846, p. 238)

## Demografía
Bercial de Zapardiel cuenta con una población de 173 habitantes (INE 2024).
| Gráfica de evolución demográfica de Bercial de Zapardiel entre 1842 y 2021 |
| |
| Población de derecho según los censos de población del INE. Población de hecho según los censos de población del INE.En estos censos se denominaba Bercial: 1842 y 1857. Entre el censo de 1857 y el anterior, crece el término del municipio porque incorpora a Villar de Matacabras. |

## Patrimonio
En la localidad hay una iglesia bajo la advocación de la Asunción de Nuestra Señora. Se trata de una construcción de amplias proporciones y estilo barroco. Tiene planta de cruz latina con tres naves, crucero algo más elevado que la cubierta al igual que la nave central respecto de los laterales. Todo el edificio es de ladrillo visto a excepción del paramento de los pies de la nave central en la que el ladrillo alterna con paños enfoscados. Esta última fachada va rematada con frontón que aloja ojo de buey. Se accede al interior por dos portadas laterales en ladrillo, ambas con arco de medio punto y flanqueadas por pilastras. Destaca la torre campanario de tres cuerpos.
En la parte más alta de la localidad, se localizan los restos de la que fue torre defensiva que protegía al pueblo. De considerable antigüedad (siglo XII-XIV). En el término municipio se encuentran también los restos de la torre de Palazuelos, manteniéndose la planta de una edificación correspondiente al despoblado conocido como Palazuelos.
También están los restos de la iglesia de San Martín, que se corresponden con un antiguo templo románico-mudéjar situados a corta distancia de la localidad. Una excavación arqueológica descubrió la planta completa de una pequeña iglesia del siglo XII.
El yacimiento prehistórico de «El Tomillar» hace ubicar los orígenes del lugar en el que hoy se enclava Bercial de Zapardiel al período temporal existente entre el final del Calcolítico y los comienzos de la Edad del Bronce, unos 2500 años a. C.

## Fiestas y tradiciones
- San Antón (17 de enero). Bendición de los animales.
- Las Candelas- (2 de febrero): Vísperas, encendido de la "luminaria" y repique de campanas hasta el amanecer.
- San Blas (3 de febrero). Fiesta patronal del municipio de grandísima tradición. Baile de la "conga", misa en honor al patrón, procesión y baile de jotas. Es la fiesta de los "quintos".
- Lunes de Aguas. (Segundo lunes después del Domingo de Resurrección. También llamado día de «correr la merienda», en el que los vecinos del pueblo se reúnen en los pinares para degustar de los manjares típicos del lugar como la tortilla de patata, la «tajada» de lomo de cerdo, la longaniza, la rosquilla «de bate», la rosquilla «de palo», el flan de huevo y el huevo de Pascua.
- Las rogativas (los días previos a San Isidro, 15 de mayo).
- Mazirock. Evento musical que suele realizarse la tercera semana de agosto con promesas y grupos amateur del heavy metal, punk, hardcore y rock & roll. En 2011 celebrará su séptima edición.
- Fiesta de verano último fin de semana de agosto). Se celebran fiestas en honor a nuestra Señora de la Asunción, patrona de la parroquia.